# Kazimierz Czekotowski

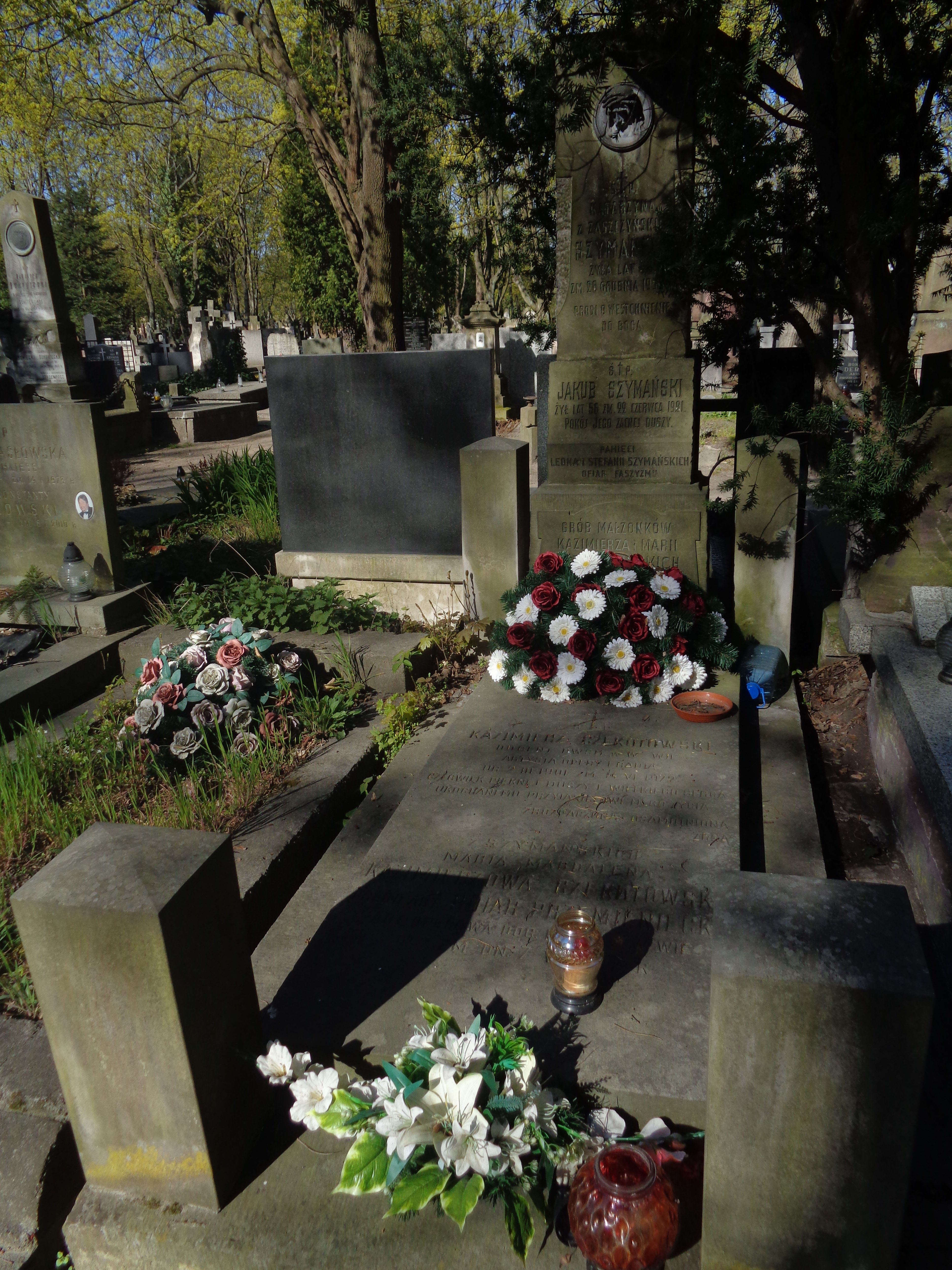
Grób Kazimierza Czekotowskiego i Marii Bojar-Przemienieckiej na cmentarzu Powązkowskim

Kazimierz Czekotowski (ur. 2 marca 1901 w Jekaterynosławiu, zm. 14 czerwca 1972 w Warszawie), ps. Casimiro de Walden, Dewalden – polski śpiewak, aktor i pedagog.

## Życiorys
Syn Karola i Amelii z Łossanów, brat śpiewaczki Marii Antoniny Czekotowskiej (1904–1992). W 1918 ukończył Szkołę Realną w Jekaterynosławiu. Po przyjeździe do Polski w 1920 wstąpił ochotniczo do Wojska Polskiego. Od listopada 1918 do 1922 studiował na Politechnice Warszawskiej, której nie ukończył. W 1927 uzyskał dyplom Konserwatorium Muzycznego w Warszawie (klasa prof. Marii Stankowskiej). Od 1927 do 1929 przebywał na stypendium Ministerstwa Wyznań Religijnych i Oświecenia Publicznego we Włoszech, gdzie dokształcał się jako śpiewak oraz występował w radiu i na koncertach w Mediolanie i Genui pod pseudonimami Casimiro de Walden i Dewalden. W latach 1929–1931 występował w Teatrze Wielkim w Poznaniu, gdzie debiutował rolą Janusza w Halce Stanisława Moniuszki. Zagrał tam także Króla Alfonsa w Faworycie Gaetano Donizettiego, Kyoto w Iris Pietro Mascagniego, Stanisława w Verbum nobile Moniuszki, Silvia w Pajacach Ruggera Leoncavallo, Fra Melitone w Mocy przeznaczenia Giuseppe Verdiego, Księcia Waldsteina w Casanovie Ludomira Różyckiego oraz Liebenberga w Hrabinie Maricy Franza Lehára.
W latach 1931–1936 przebywał w Turcji. Uczył śpiewu w konserwatorium w Ankarze, był solistą Orkiestry Symfonicznej prezydenta, występował także w estradzie i na radiu. Wysyłał korespondencje o tureckim życiu muzycznym do Ilustrowanego Kuriera Codziennego. Od 1936 do 1939 śpiewał w Teatrze Wielkim w Warszawie, m.in. w roli Klingsora w Parsifalu Richarda Wagnera. W tym okresie występował także w koncertach radiowych i filharmonicznych. W 1936 zagrał Zbigniewa w filmie Straszny dwór w reżyserii Leopolda Buczkowskiego. W okresie okupacji hitlerowskiej śpiewał w warszawskich kawiarniach „Gastronomia” i „Lourse” z orkiestrą Zygmunta Latoszewskiego oraz udzielał prywatnych lekcji śpiewu. Po powstaniu warszawskim przebywał w Krakowie i Zakopanem.
Od jesieni 1945 do sierpnia 1950 był dyrektorem szkoły muzycznej w Gdyni (do 1947 miejskiej, następnie upaństwowionej). Od października 1949 zasiadał w kierownictwie Studia Operowego na Wybrzeżu. W latach 1950–1952 był kierownikiem wokalnym Opery Bałtyckiej. Przygotowywał solistów do inaugurącej jej działalność premiery Eugeniusza Oniegina Piotra Czajkowskiego 28 czerwca 1950. Wykładał w Państwowej Wyższej Szkoły Muzycznej (1951–1953 kierownik klasy śpiewu solowego, 1951/52 dziekan Wydz. Wokalnego). W tym okresie występował gościnnie w koncertach symfonicznych w innych miastach, w radiu oraz na scenach operowych Poznania (jako Escarmillo w Carmen i Janusz w Halce) i Wrocławia.
W latach 1953–1955 był w zespole Opery w Warszawie. Po raz ostatni wystąpił na scenie 16 kwietnia 1955 jako Scarpia w Tosce Giacomo Pucciniego. Od 1953 był kierownikiem sekcji wokalnej w Średniej Szkole Muzycznej im. K. Kurpińskiego, a od 1961 – docentem PWSM w Warszawie. Wśród jego uczniów byli Ryszard Tarasewicz, Jerzy Szymański, Alicja Rollinger, Jan Gdaniec, Jan Sybilski, Anna Bartoszyńska. Przetłumaczył na język polski z języka włoskiego, francuskiego i rosyjskiego teksty 16 oper i kantat oraz pieśni, np. Madame Butterfly, Cyganerii, Eugeniusza Oniegina, Borysa Godunowa, Carmen (z Wiktorem Brégym), Toski (z Bogdanem Ostromęckim). Należał do SPATiF i SPAM.
Ufundował stypenium swojego imienia dla wyróżniających się studentów Wydziału Wokalnego PWSM w Warszawie.
Od 1 czerwca 1930 był mężem śpiewaczki Marii Magdaleny z Szymańskich, używającej pseudonimu Maria Bojar-Przemieniecka (1897–1982).
Spoczywa na cmentarzu Powązkowskim w Warszawie (kwatera 210-5-26).

## Odznaczenia i nagrody
- Złoty Krzyż Zasługi
- Odznaka Honorowa „Za zasługi dla Gdańska”
- Nagroda Ministra Kultury i Sztuki